# تابیسر
تابیسر (به انگلیسی: Tabisar) یک شهرک در پاکستان است که در ناحیه میانوالی واقع شده‌است.